# Konsole
Konsole — свободный эмулятор терминала, являющийся частью KDE. Его код написан практически «с нуля» (а именно — на базе легковесного эмулятора kvt), в отличие от многих других эмуляторов терминала, использующих код xterm или rxvt. Автором Konsole является Ларс Доелль.
Такие приложения, как Konqueror, Krusader, Kate, Dolphin и KDevelop используют Konsole с помощью KParts для внедрения его функциональности.
С июня 2014 года Yakuake, Konsole, Dolphin, Kate, KDE Telepathy и другие приложения были портированы на KDE Frameworks 5.

## Возможности
- Поддержка вкладок
- Создание закладок на каталоги
- Настраиваемый внешний вид
- Оповещения об активности консоли
- Поддержка печати
- Отправление сигналов процессам